# Правило поверхонь
Правило поверхонь — правило, сформульоване Ш. Ріше (1899) та М. Рубнером (1902), згідно з яким відношення продукованого тепла до одиниці поверхні тіла (м3) у більшості теплокровних тварин приблизно однакове (порядку 1000 ккал/24 год). Емпірично доведено, що середня величина теплопродукції, яку можна оцінювати кількістю спожитого кисню, зв'язана з величиною тепловіддачі; остання тим більша, чим дрібніша тварина. У зв'язку з тим, що маса (об'єм) збільшується пропорційно кубу, а поверхня — лише квадрату поперечника (діаметра), у дрібних тварин на одиницю маси припадає відносно більша поверхня, ніж у крупних. У зв'язку з цим відносна віддача тепла до навколишнього середовища дрібними тваринами вища, що і компенсується підвищеною теплопродукцією.
В екології та в біогеографії Правило поверхонь пов'язують із правилом Бергмана.